# Uintatheriidae
De Uintatheriidae zijn een familie van uitgestorven zoogdieren die leefden van het Laat-Eoceen tot het Oligoceen.

## Kenmerken
Deze dieren waren de grootste landzoogdieren die in die tijd leefden. Hun zware lichaam werd gedragen door grote poten met brede voeten. Op hun kop hadden deze dieren gepaarde knobbels, wellicht omgeven door hoorn. In de bovenkaak stonden grote, lemmetachtige snijtanden. Hun hersenen hadden verhoudingsgewijs de omvang van de hersenen van dinosauriërs. Na hun uitsterven werd hun plaats ingenomen door de Brontotheriidae.
Alle vertegenwoordigers van Dinocerata behoorden tot deze familie, met uitzondering van een geslacht zonder hoorns en slagtanden uit Mongolië.

## Geslachten
Onderfamilie Uintatheriinae
- † Bathyopsis Cope, 1881
- † Eobasileus Cope, 1872
- † Prodinoceras Matthew, Granger & Simpson, 1929
  - = Mongolotherium Flerov, 1952
  - = Pyrodon Zhai, 1978
  - = Houyanotherium Tong, 1979
  - = Ganatherium Tong, 1979
  - = Jiaoluotherium Tong, 1979
  - = Phenaceras Tong, 1979
- † Tetheopsis Cope, 1885
- † Uintatherium Leidy, 1872

Onderfamilie Gobiatheriinae
- † Gobiatherium Osborn & Granger, 1932